# Souvret
Souvret est une section de la commune belge de Courcelles, située en Région wallonne dans la province de Hainaut.
C'était une commune à part entière avant la fusion des communes de 1977. Localité résidentielle et agricole.

## Géographie

### Hydrographie
Souvret est traversé par un petit ruisseau, le Moulin de Souvret, qui est un affluent du Piéton. Il fait partie du bassin de la Meuse,,.

## Évolution démographique
- Sources : INS, Rem. : 1831 jusqu'en 1970 = recensements, 1976 = nombre d'habitants au 31 décembre.

## Histoire
Ancienne dépendance de Courcelles, le village fut l'objet de discorde entre le Brabant et le Hainaut durant la période médiévale et fut finalement attaché à ce dernier. Propriété de l'abbaye de Gembloux au cours des XIIe et XIIIe siècles, la seigneurie fut cédée à l'abbaye de Bonne-Espérance en 1333.
L'agriculture constitua jusqu'au milieu du XIXe siècle, l'activité principale de l'entité. Vers 1830, on y comptait une brasserie et neuf distilleries agricoles de pommes de terre.
L'industrie charbonnière s'y implanta lorsque le sous-sol du territoire fut concédé en 1853 à la S.A. des Charbonnages du Nord de Charleroi, absorbée par Monceau-Fontaine en 1947. L'extraction cessa en 1967.

## Liste des bourgmestres jusqu'en 1977
- Jules Mattez.
- Alfred Lombard (1921-1933).
- ? Dulière (1940-?).

## Patrimoine et folklore

### Patrimoine architectural
Église de style néo-gothique en brique et pierre calcaire, édifiée en 1882, d'après les plans de l'architecte Simon .

### Folklore
Petit cortège carnavalesque le dimanche 21 jours avant Pâques, à 17h00.

## Économie

### Mine de charbon dit " 6 Périer "

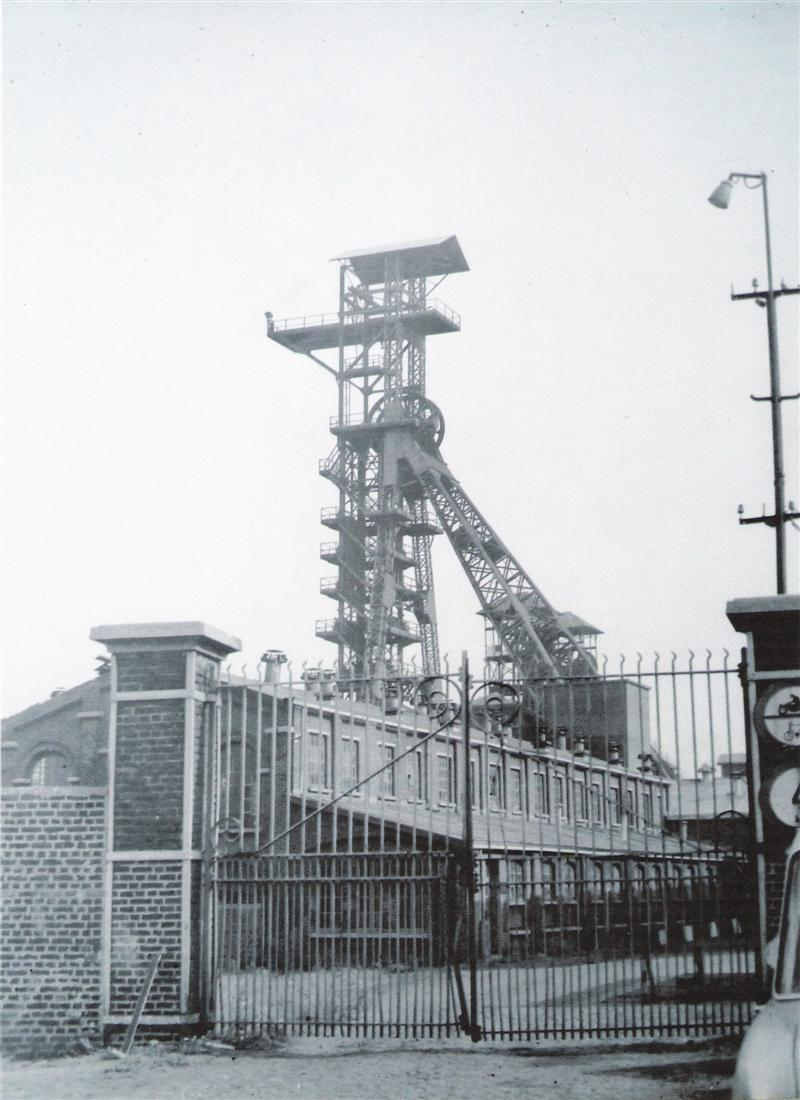
Chevalement du Puits du Six Périer.

Ancien site d'activité économique dit "Six Périer-Chenoit, où se situaient le charbonnage et les terrils. Un réaménagement a eu lieu en 1995, le site ayant été transformé en espace vert par la Région wallonne.

## Galerie

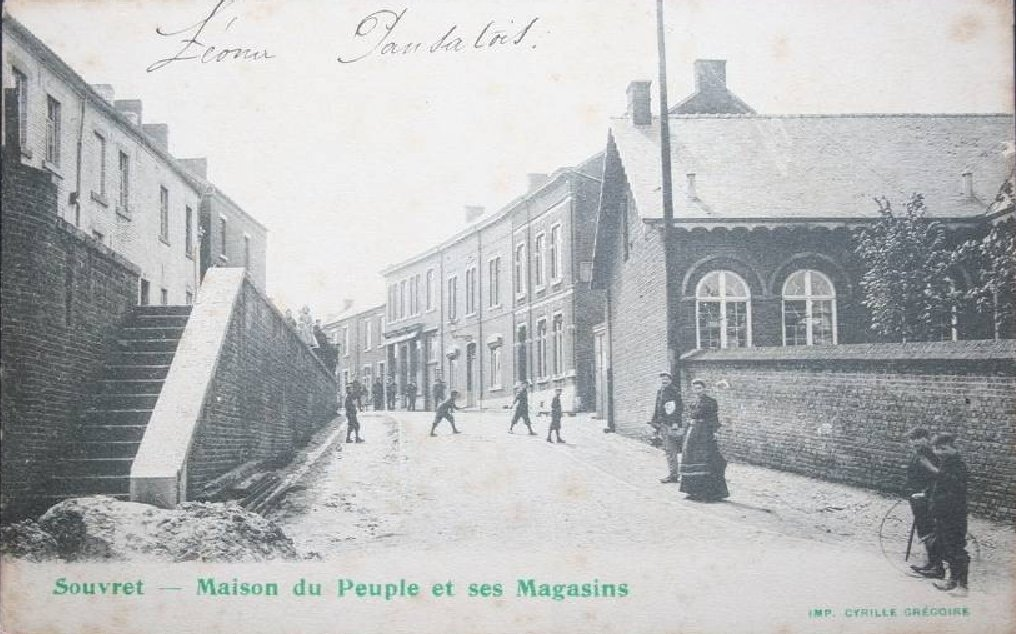
Ancienne carte postale, Maison du Peuple et ses magasins.
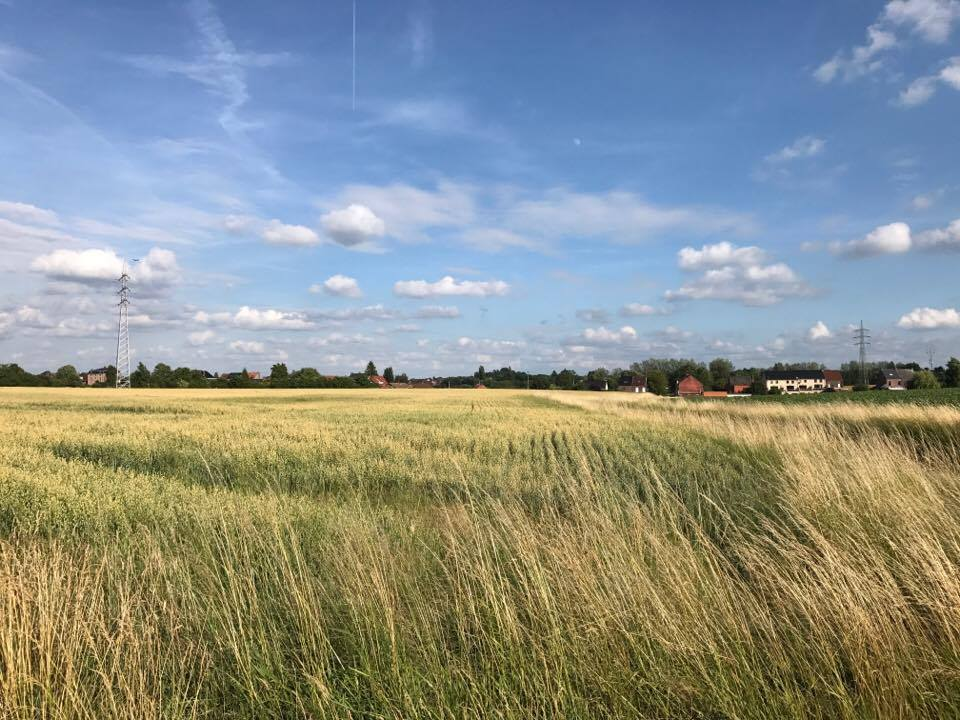
Paysage abords du village de Souvret.
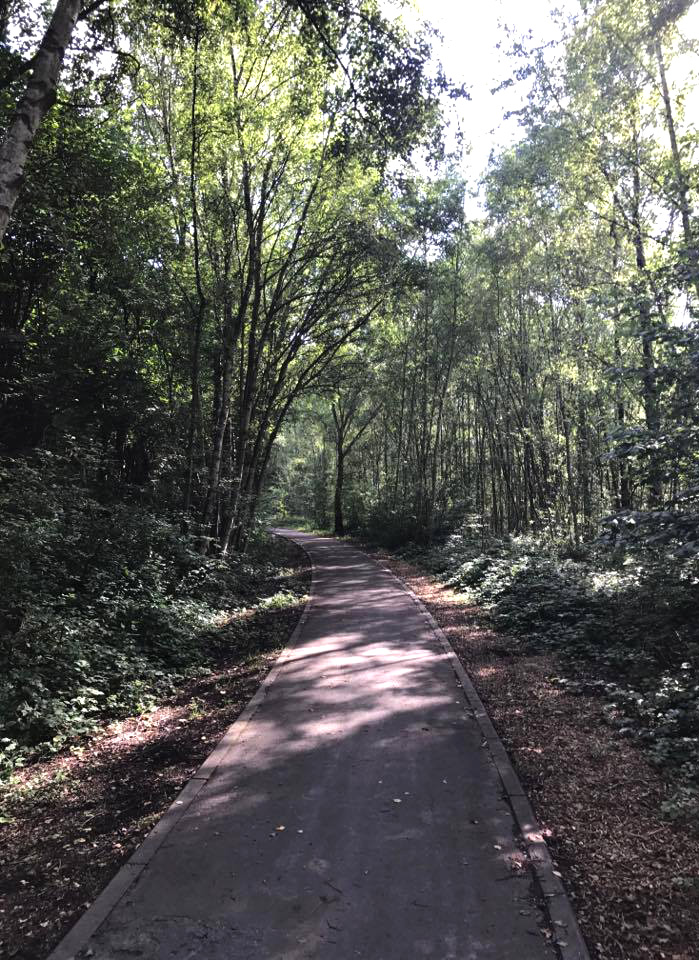
Chemin de l'ancien charbonnage Six Périer.
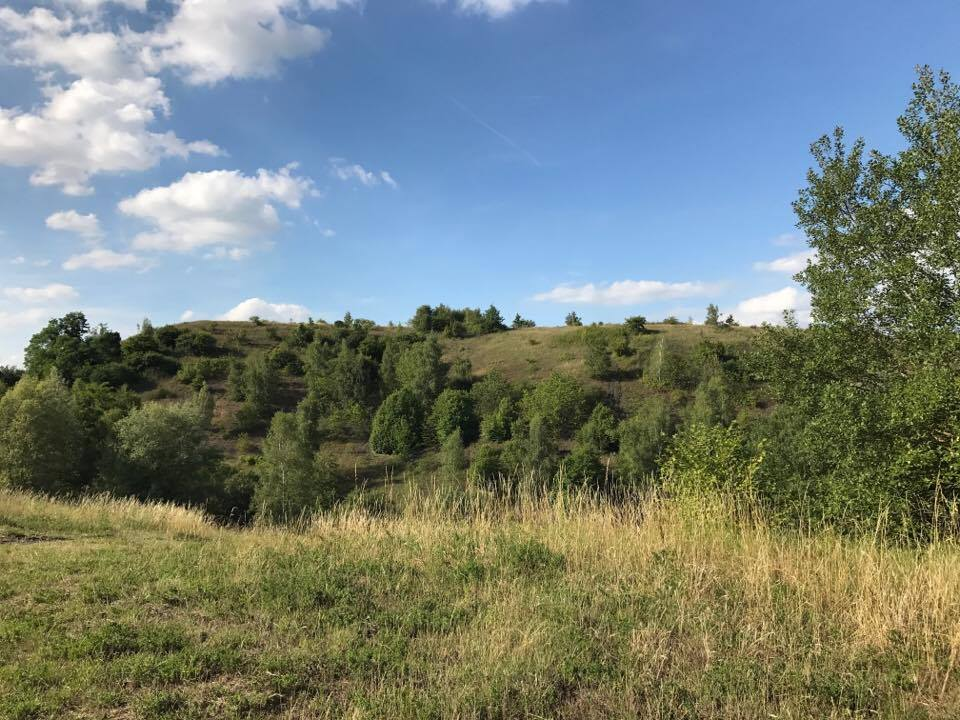
Panorama, site du Six Périer ancien charbonnage.
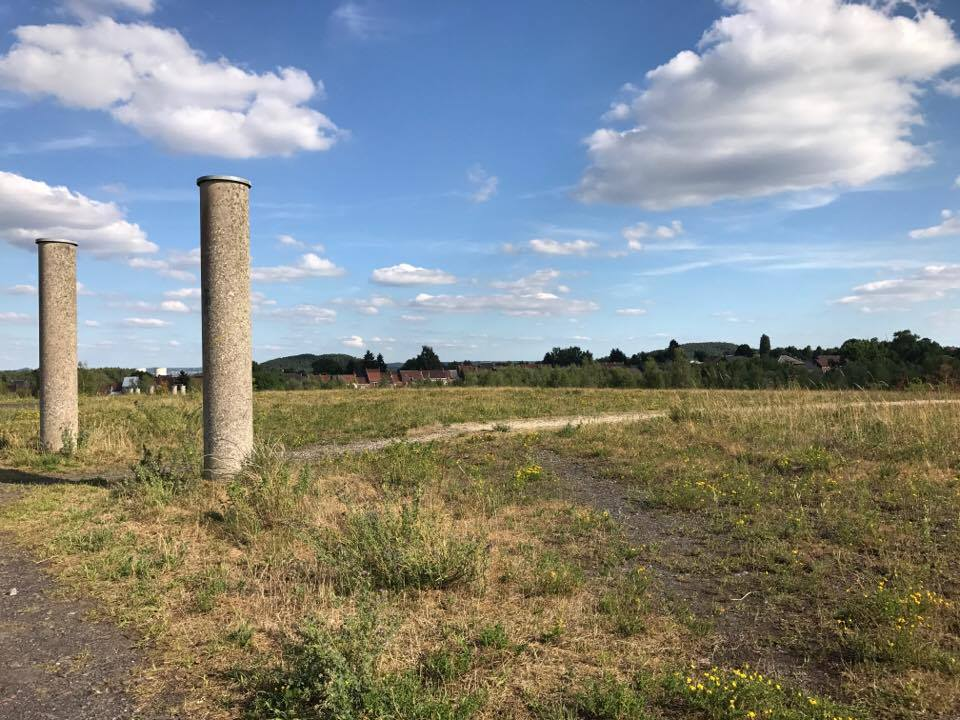
Panorama, site du Six Périer ancien charbonnage.

## Sports et vie associative

### Sports

#### Evénement
Le Six Périer Funday, Journée de la jeunesse et des sports, organisée le 3 septembre 2011 sur le site de l'ancien terril du "Six Périer". En 2012 et 2013, l'édition a été renouvelée et chaque année le site s'agrandit.

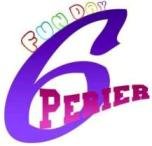
Le six Périer Funday.
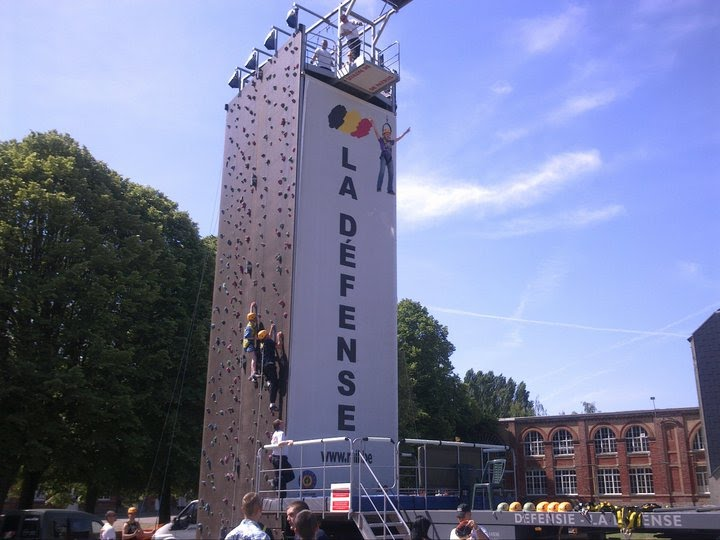
Mur d'escalade de l'armée.

## Personnalités liées à la commune
- Jean-Jacques Rousseau (1946-2014), réalisateur, né à Souvret.
- Loïc Nottet (né en 1996) chanteur et compositeur belge.